# Дом-музей Джалила Мамедкулизаде (Баку)
Дом-музей Джалила Мамедкулизаде — музей известного азербайджанского писателя, публициста, основателя знаменитого сатирического журнала «Молла Насреддин».

## Общие сведения
Музей открыт в доме, где Джалил Мамедкулизаде проживал с 1920 по 1932 год, на ул. Сулеймана Тагизаде, 56 (историческое название улицы — Старая Почтовая, 64).
Здание построено в конце XIX — начале XX века. 
В 1978 году было принято решение по созданию Дома-музея и открылись первые экспозиции.
28 декабря 1994 года состоялось торжественное открытие новой экспозиции по случаю 125-летия со дня рождения Дж. Мамедкулизаде.
Общая площадь музея — 185 м².

## Экспозиция
Музей состоит из пяти комнат. Фонды музея содержат около 5000 экспонатов. Из них 500 представлены в экспозиции. Большинство из них составляют оригинальные экземпляры журнала «Молла Насреддин», а также журналов «Тути», «Зембур» и других, созданных под влиянием журнала «Молла Насреддин».
Экспонаты музея отражают детские, юношеские годы Джалила Мамедкулизаде, школьные мероприятия, его первую журналистскую и литературную деятельность. 
Материалы в мемориальной комнате относятся к жизни и деятельности Джалила Мамедкулизаде в период между 1922—1932 годами. Представлена карта, показывающая распространение произведений писателя в мире.
Музей ежегодно проводит дни памяти писателя, литературные встречи, создает передвижные выставки.